# 1988 Summer Olympics Album
A 1988 Summer Olympics Album című lemez az 1988. évi nyári olimpiai játékokra (Szöul, Dél-Korea) kiadott válogatáslemez.

## Az album dalai
CD 1
1. One Moment in Time  (Albert Hammond, John Bettis)  – 4:42  (Whitney Houston)
2. Indestructible  (Michael Price, Bobby Sandstrom) – 4:30 (The Four Tops)
3. Shape of Things to Come  (Barry, Robin és Maurice Gibb) – 4:20  (Bee Gees)
4. Reason to Try  (Phil Galdston, Jon Lind)  – 3:38 (Eric Carmen)
5. Fight (No Matter How Long)  (Barry, Robin és Maurice Gibb, David English) – 4:39 (Bee Gees and Eric Clapton (The Bunburys)
6. Olympic Spirit  (John Williams) – 3:51  (John Williams)
7. Willpower  (Terry Britten, Graham Lyle)  – 3:51 (Taylor Dayne)
8. Peace in Our Time  (Andy Hill, Peter Sinfield) – 5:45 (Jennifer Holliday)
9. Rise to the Occasion  (Simon Climie, Dennis Morgan, Rob Fisher) – 4:43  (Jermaine Jackson/La La)
10. That's What Dreams Are Made Of  (Odds & Ends)  – 3:46  (Odds & Ends)
11. Harvest for the World  (Ernie Isley, Chris Jasper, Marvin Isley, O'Kelly Isley, Ronald Isley) – 4:00 (The Christians)
12. Olympic Joy (Instrumental)  (Kashif)  – 4:03  (Kashif)